# Down to Earth (Rainbow)
Down to Earth is het vierde studioalbum van de Brits-Amerikaanse hardrockband Rainbow. Deze band is opgericht in 1975 door gitarist Ritchie Blackmore (voormalig lid van Deep Purple) en Ronnie James Dio, die eerder zanger was van de band Elf. In de loop van de jaren hebben er verscheidene wisselingen plaatsgevonden. Down to Earth is het eerste album waarop zanger Graham Bonnet mee doet. Die heeft al eerder successen gehad met het duo de Marbles, die bekend zijn geworden met de liedjes Only One Woman en The walls fell down. Dit is het enige album van Rainbow waaraan hij meewerkt. Ook voor de bassist Roger Glover en keyboardspeler Don Airey is dit het eerste Rainbow album.
De muziek staat bekend om de stevige gitaar- en keyboard partijen en de stuwende drums. De vorige albums zijn wat ruwer en steviger, dit album is wat commerciëler en gepolijster. Bijna alle nummers zijn geschreven door Ritchie Blackmore en Roger Glover. Het nummer Since you been gone is geschreven door Russ Ballard, een Britse singer/songwriter. Dat nummer werd een van de twee singles van dit album, de andere was All night long. Beide platen haalden de Engelse Top 10. De B-kant van Since you been gone was Bad Girl en op de andere kant van All night long stond het rustige, instrumentale Weis Heim.
Het album is opgenomen in een kasteel in Frankrijk, met een mobiele studio. De productie werd verzorgd door Roger Glover, die ook de basgitaar bespeelde. De zang is later toegevoegd in een studio op Long Island, New York. De LP is opgenomen van april tot juni 1979 en uitgebracht op 28 juli van dat jaar. Er is een cd verschenen in juni 1999 en in 2011 is er een luxe uitvoering uitgegeven van dit album, met als toevoeging instrumentale versies van de nummers.

## Muzikanten
- Graham Bonnet - zang
- Ritchie Blackmore - gitaar
- Don Airey - keyboard
- Roger Glover - bas
- Cozy Powell - drums

## Muziek
| Nr. | Titel                                 | Duur |
| --- | ------------------------------------- | ---- |
| 1.  | All Night Long (Blackmore, Glover)    | 3:49 |
| 2.  | Eyes of the World (Blackmore, Glover) | 6:36 |
| 3.  | No Time to Loose (Blackmore, Glover)  | 3:41 |
| 4.  | Makin’ Love (Blackmore, Glover)       | 4:36 |

| Nr. | Titel                                         | Duur |
| --- | --------------------------------------------- | ---- |
| 1.  | Since You Been Gone (Russ Ballard)            | 3:10 |
| 2.  | Love’s no Friend (Blackmore, Glover)          | 4:52 |
| 3.  | Danger Zone (Blackmore, Glover)               | 4:30 |
| 4.  | Lost in Hollywood (Blackmore, Glover, Powell) | 4:51 |